# 'A' gai waak juk jaap
 'A' gai waak juk jaap (chinês: A計劃續集; inglês: Project A II; br: Projeto China 2 - A Vingança / pt: Jackie Chan é o Herói) é um filme de Hong Kong lançado em 1987, dos gêneros artes marciais/ação, dirigido e protagonizado por Jackie Chan.

## Sinopse
Após tirar dos mares o temerário pirata Lo, Dragon Ma (Jackie Chan) está de volta. De volta a terra, ele é enviado para força policial onde deve eliminar a corrupção de um bairro do subúrbio. Em seu caminho, na tentativa de assegurar a simpatia e apoio da causa revolucionaria, é preso em reviravoltas perigosas envolvendo patriotas chineses. O governo Manchu quer prender esses revolucionários e qualquer um que ficar em seu caminho está com sérios problemas, mesmo que sejam policiais . Para piorar as coisas, o último capanga de San-Pao, após testemunhar a derrota de seu líder pelas mãos de Dragon Ma.

## Elenco
- Jackie Chan .... Dragon Ma
- Maggie Cheung .... Yesan
- Bill Tung .... Comissário de Polícia
- Rosamund Kwan .... Miss Pak
- Carina Lau .... Carina
- Ray Lui
- Regina Kent .... Regina
- Mars .... Mars / Jaws
- Yao Lin Chen .... Awesome Wolf (como Charlie Chan)
- Kenny Ho .... Shi King
- Chris Li .... Mao's Sidekick
- Ben Lam .... Brawns
- John Cheung .... Guarda-costas
- Chen Ti-Ko .... Python (como Chan Dick Hak)
- Benny Lai .... Pirata No.1
- Rocky Lai .... Pirata No.2
- Johnny Cheung .... Pirata No.3
- Lai Sing Kong .... Piarta No.4
- Sun Wong .... Sgt. Ching (como Wong Sun)
- Wan Fat .... Wan Sam Mun
- Len Wen-Wei .... Sung (como Lam Wan Wai)
- Ken Lo .... Brains (como Lo Wai Kwong)
- Anthony Chan .... Policial (como Chan Friend)